# Alej u minerálního pramene
Alej u minerálního pramene (též Dlouhá alej či Knížecí alej) je chráněné stromořadí v Tachově v okrese Tachov v Plzeňském kraji. Alej, kterou nechal v roce 1791 vysázet kníže Windischgrätz a později byla významným promenádním místem Tachova, vede východním směrem od Třídy Míru podél řeky Mže, nejprve na pravém, za mostem po levém břehu, až k Windischgrätzově prameni. Celá alej roste v nadmořské výšce 471 m.
Oboustranné stromořadí je v současnosti tvořeno přibližně 200 stromy o staří 150–200 let, mezi kterými převažuje lípa velkolistá (Tilia platyphyllos) a malolistá (Tilia cordata), jírovec maďal (Aesculus hippocastanum) a javor klen (Acer pseudoplatanus), mezi dalšími zastoupenými druhy jsou jilm horský (Ulmus glabra), topol černý (Populus nigra), olše lepkavá (Alnus glutinosa) a javor mléč (Acer platanoides). Obvody kmenů měří od 64 do 310 cm, koruny stromů dosahují do výšky 14 až 22 m (měření 1986). Alej je chráněna od roku 1986 jako krajinná dominanta.
Alejí s novým asfaltovým povrchem vede cyklotrasa  2200.

## Minerálka
V roce 1853 byl na východním konci aleje objeven minerální pramen, po dohodě majitelů panství s klášterem v Teplé byl záhy zasypán, ale vyrazil na dalším místě, kde již zůstal zachován. V současnosti je pramen čerpán přes den s výjimkou zimního období, je zdravotně nezávadný (každoročně kontrolováno) se zvýšeným obsahem železa. V blízkosti je vybudován altán, druhý stojí na okraji aleje za mostem.
Pramen minerálky vyvěrá v údolní nivě, zvané dříve “AU”. Je zachycen ve zděné studni a při měření 1975 měl 1 925 mg CO2 a přes 1 200 mg pevných látek v litru, pH 5,0 a teplotu 8,70 °C, vydatnost 10 lt/min. Již v minulosti by oblíbeným promenádním místem. Pramen, který byl údajně za finanční odstupné a na základě smlouvy mezi Alfrédem Windischgrätzem a opatem kláštera v Teplé zasypán, znovu objevil r.1781 vrchnostenský úředník Josef Serafín Schönfeldem a nechal jej vyčistit. Na náklady knížete Alfréda II. zde byla roku 1844 vystavena restaurace “ALLEEWIRSTHAUS“. Ve stejném období byla realizována výstavba altánu nad pramenem. Před válkou se z minerální vody vyráběl speciální likér SAUERBRUNNLIQUERE. V roce 1945 byla minerálka dána pod národní správu a do r. 1948 ji využívala firma “ERST WAGNER“ – výroba sodových vod a limonád. V letech 1990 až do června 2004 byl pramen minerálky uzavřen z důvodu výskytu vyšších hodnot sledovaných látek. V roce 2004 byli provedeny sanační práce a minerální voda je opět nezávadná.

## Stromy v okolí
- Knížecí alej v Tachově